# Melchow
Melchow là một đô thị thuộc huyện Barnim trong bang Brandenburg của nước Đức. Đô thị này có diện tích 51,56 km², dân số thời điểm ngày 31 tháng 12 năm 2006 là 898 người.